# Coleophora seminalis
Coleophora seminalis is een vlinder uit de familie van de kokermotten (Coleophoridae). De wetenschappelijke naam van de soort is voor het eerst geldig gepubliceerd in 1921 door Meyrick.

## Synoniemen
- Coleophora immortalis Meyrick, 1922[2]